# Handwerkerbrunnen (Haunstetten)

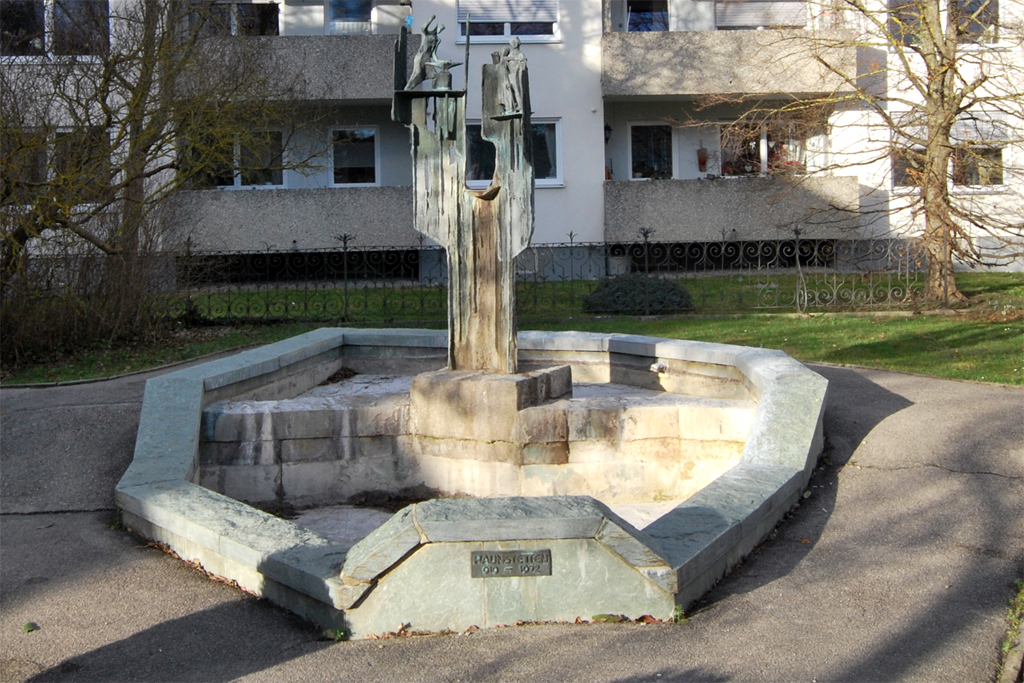
Handwerkerbrunnen in Haunstetten Februar 2016 vor seiner Renovierung.

Der Handwerkerbrunnen auf dem Georg-Käß-Platz in Augsburg-Haunstetten wurde von Christian Angerbauer 1972 geschaffen, im Jahr der Eingemeindung Haunstettens nach Augsburg. Er bildet den Mittelpunkt einer kleinen Grünanlage, die 1971 durch den Abriss eines ehemaligen Schmiedeanwesens entstanden war.
2016 wurde der Brunnen im Auftrag des Kulturkreises Haunstetten e.V. durch eine großzügige Spende der Abfallverwertungsanlage Augsburg renoviert.

## Bedeutung
Der Brunnen aus Bronze soll nach dem Beschluss des damaligen Stadtrats von Haunstetten an die einstige Bedeutung der Landwirtschaft und des Handwerks in Haunstetten erinnern. Der Brunnen erinnert außerdem an einen stilisierten Baum. Das Haunstetter Stadtwappen sowie die Figurengruppen eines Schmiedes mit Amboss und eines bäuerlichen Paares mit Sense zieren den Brunnen. Das Becken, in das das Brunnenwasser fließt, wurde aus Kunststein gearbeitet; auf einer kleinen Bronzetafel am Beckenrand stehen die Zahlen 912 – 1972. Das Jahr 912 weist auf die erste schriftliche Erwähnung Haunstettens in einer Schenkung an das Kloster St. Mang in Füssen hin, die sich aber später als Fälschung herausstellte; das Jahr 1972 auf die Eingemeindung nach Augsburg und den Verlust der Selbständigkeit Haunstettens.